# 秋水社
株式会社秋水社（しゅうすいしゃ）は、日本のマンガ出版社。漫画を中心とした雑誌・単行本の編集・発行とデジタルコミックの出版を手掛けている。

## 概要
発行紙媒体は大都社と青泉社から発売している（過去には双葉社から発売）。
創業兼社長の塩崎幹晴は、大陸書房出身者である。
デジタルコミックに関しては版元として一般社団法人デジタル出版者連盟と一般社団法人ABJに加盟。

## 雑誌

### コミック雑誌

#### ペットコミック誌
- ねことも（発売元：大都社）

#### 女性向けマンガ誌
- miniSUGAR(ミニシュガー)（発売：大都社）
- 恋愛宣言PINKY（発売：大都社）
- mini Berry(ミニベリー)（発売：大都社）
- petit Rose(プチロゼ)（発売：大都社）

### デジタルコミック誌
- モバイル恋愛宣言
- モバイルBL宣言
- いきなりCLIMAX
- メンズ宣言
- アネ恋♀宣言
- ヤング宣言
- メンズ宣言DX（大都社／秋水社名義）
- 素敵なロマンス（定期配信休止）
- 少女宣言（定期配信休止）
- 結婚宣言（定期配信休止）
- ロマンス・ユニコ（定期配信休止）

## 単行本
- ダイトコミックス （発売：大都社）
- 秋水デジタルコミックス（発売：青泉社）

### 電子レーベル
- 少女宣言
- 素敵なロマンス
- 恋愛宣言
- ペット宣言
- BL宣言
- ヤング宣言
- メンズ宣言
- アネ恋♀宣言

## 編集受託
- ジャンボまちがい絵さがしパル（英和出版社）
- まちがい絵さがしYOU（英和出版社）
- 花恋（日本文芸社、2005年-2019年）
- 恋愛宣言ピンキッシュ（平和出版、2001年-2005年）
- 別冊恋愛宣言Sugar（平和出版、-2005年）
- 恋愛天使アンジェリーナ（大都社）
- 恋愛楽園ピュア（徳間書店、2006年-2010年）
- ねこかん（学習研究社）
- まちが絵さがしパズル（学習研究社）
- COMIC魔法のiらんど（双葉社）
- VANESSA STYLE（シーズ情報出版）
- haruca（祥伝社）
- 本当にあった(生)ここだけの話（芳文社）